# We’ll Remember You, Nat
We’ll Remember You, Nat – album amerykańskiego gitarzysty jazzowego Oscara Moore’a nagrany wraz z innymi muzykami tworzącymi kiedyś zespół, z którym grał i śpiewał Nat King Cole. Płyta jest hołdem dla niego i wspomnieniem. Nagrania zarejestrowano w kwietniu 1965 w Burbank.
LP został wydany przez wytwórnię Surrey (S 1013) w marcu 1966. Wydanie angielskie nosi tytuł Afterglow i jest rozszerzone o dwa nagrania.

## Muzycy
- Oscar Moore – gitara
- Gerald Wiggins – fortepian
- Joe Comfort – kontrabas

## Lista utworów
| 1.  | "We'll Remember You" (Oscar Moore)                                      | 2:35  |
|     |                                                                         |       |
| 2.  | "This Will Make You Laugh" (Irene Higginbotham)                         | 3:04  |
|     |                                                                         |       |
| 3.  | "Gee Baby, Ain't I Good To You" (Andy Razaf, Don Redman)                | 2:03  |
|     |                                                                         |       |
| 4.  | "Come in Out of the Rain" (Oscar Moore)                                 | 2:49  |
|     |                                                                         |       |
| 5.  | "Sweet Lorraine" (Clifford R. Burwell, Mitchell Parish)                 | 3:16  |
|     |                                                                         |       |
| 6.  | "Body and Soul" (Frank Eyton, Johnny Green, Edward Heyman, Robert Sour) | 4:05  |
|     |                                                                         |       |
| 7.  | "That's All" (Alan Brandt, Bob Haymes)                                  | 3:03  |
|     |                                                                         |       |
| 8.  | "It’s Only a Paper Moon" (Harold Arlen, E.Y. "Yip" Harburg, Billy Rose) | 1:31  |
|     |                                                                         |       |
| 9.  | "Afterglow" (Oscar Moore)                                               | 3:13  |
|     |                                                                         |       |
| 10. | "Old King Cole" (Oscar Moore)                                           | 2:23  |
|     |                                                                         |       |
|     |                                                                         | 28:02 |
|     |                                                                         |       |